# Hendrik Trescher
Hendrik Trescher (* 10. Juni 1984 in Frankfurt am Main) ist ein deutscher Erziehungswissenschaftler und Soziologe. Er ist Professor für Erziehungswissenschaften mit dem Schwerpunkt Inklusion und Exklusion an der Philipps-Universität Marburg.

## Werdegang
Trescher studierte an der Albert-Ludwigs-Universität Freiburg, der Universität Wien und der Johann Wolfgang Goethe-Universität Frankfurt am Main Erziehungswissenschaften, Soziologie, Psychologie und Sozialpsychologie u. a. bei Ulrich Oevermann, Rolf Haubl, Micha Brumlik, Frank-Olaf Radtke und Dieter Katzenbach. Er ist Diplompädagoge und Diplomsoziologe und promovierte 2012 mit der Schrift Kontexte des Lebens. Lebenssituation demenziell erkrankter Menschen im Heim am Fachbereich Erziehungswissenschaften der Johann Wolfgang Goethe-Universität Frankfurt in Kooperation mit einem Forschungsprojekt der Universität Wien. 
Von 2011 bis 2012 war Trescher wissenschaftlicher Mitarbeiter an der Johannes Gutenberg-Universität Mainz und von 2012 bis 2018 an der Goethe-Universität Frankfurt. Er vertrat von 2013 bis 2015 die Professur für Sonderpädagogik an der Goethe-Universität und 2018 die Professur für Allgemeine Rehabilitations- und Integrationspädagogik an der Martin-Luther-Universität Halle-Wittenberg. Mit der mit dem Forschungspreis der Deutschen Interdisziplinären Gesellschaft zur Förderung der Forschung für Menschen mit geistiger Behinderung ausgezeichneten Schrift Inklusion. Zur Dekonstruktion von Diskursteilhabebarrieren im Kontext von Freizeit und Behinderung wurde er 2014 an der Goethe-Universität Frankfurt habilitiert und erhielt die venia legendi für Erziehungswissenschaften.
Seit 2018 ist Trescher Professor für Erziehungswissenschaften mit dem Schwerpunkt Inklusion und Exklusion an der Philipps-Universität Marburg. Er forscht und lehrt zu den Themen Inklusion, raum- und gruppenbezogene Prozesse von Teilhabe, politische Partizipation von Menschen mit Behinderungen, Pädagogik bei kognitiven Beeinträchtigungen (geistige Behinderung und Demenz), Methoden qualitativer Sozialforschung, sozialwissenschaftliche Grundlagen der Sonderpädagogik, Disability Studies, Subjektgenese im Kontext von Behinderung, Diskursforschung/Diskursteilhabeprozesse im Kontext von Marginalisierung. Trescher entwickelt seit seiner Habilitation das Theorem Behinderung als Praxis. Inklusion als Kritik, das Behinderung weniger als Merkmal versteht, das einer Person innewohnt, sondern als eine sich vollziehende Praxis. Inklusion ist in diesem Zusammenhang der Prozess, der Behinderung gegenläufig ist.
Trescher leitet regionale und überregionale Forschungsprojekte und ist Gutachter für verschiedene Fachzeitschriften und Verbände.

## Publikationen (Auswahl)
- Trescher, Hendrik / Börner, Michael (2023): Inklusion als Herausforderung für integrative Kindertageseinrichtungen. Weinheim Basel: Beltz Juventa
- Trescher, Hendrik / Hauck, Teresa (2020): Inklusion im kommunalen Raum. Sozialraumentwicklung im Kontext von Behinderung, Flucht und Demenz. Bielefeld: transcript.
- Trescher, Hendrik (2018): Ambivalenzen pädagogischen Handelns. Reflexionen der Betreuung von Menschen mit „geistiger Behinderung“. Bielefeld: transcript.
- Trescher, Hendrik (2018): Inklusion und Dekonstruktion. Die Praxis der ‚Versorgung‘ von Menschen mit Behinderung in Deutschland zum Gegenstand. In: Zeitschrift für Inklusion, 12 (2).
- Trescher, Hendrik (2017): Behinderung als Praxis. Biographische Zugänge zu Lebensentwürfen von Menschen mit „geistiger Behinderung“. Bielefeld: transcript.
- Trescher, Hendrik / Hauck, Teresa (2017): Raum und Inklusion. Zu einem relationalen Verhältnis. In: Zeitschrift für Inklusion 11 (4).
- Trescher, Hendrik (2016): Wohnräume als pädagogische Herausforderung. Zur Lebenssituation institutionalisiert lebender Menschen mit Behinderung. Wiesbaden: VS. 2. Auflage 2017.
- Trescher, Hendrik (2015): Inklusion. Zur Dekonstruktion von Diskursteilhabebarrieren im Kontext von Freizeit und Behinderung. Wiesbaden: VS.
- Trescher, Hendrik (2013): Kontexte des Lebens. Lebenssituation demenziell erkrankter Menschen im Heim. Wiesbaden: VS.